# امان‌آباد (شیروان)
امان‌آباد روستایی در دهستان زیارت بخش مرکزی شهرستان شیروان استان خراسان شمالی ایران است.

## جمعیت
بر پایه سرشماری عمومی نفوس و مسکن در سال ۱۳۹۵ جمعیت این مکان ۱۲۲ نفر (۳۱خانوار) بوده‌است.